# Juan Pablo Cárdenas (futbolista)
Juan Pablo Cárdenas (Buenos Aires, Argentina; 28 de mayo de 1978) es un exfutbolista argentino. Jugaba como lateral por izquierda, aunque también podía desempeñarse como marcador central, y su primer equipo fue Juventud Antoniana de Salta. Su último club antes de retirarse fue Gimnasia y Tiro de Salta. Es hijo del exfutbolista Pablo de las Mercedes Cárdenas.

## Clubes
| Club                        | País      | Año       |
| --------------------------- | --------- | --------- |
| Juventud Antoniana de Salta | Argentina | 1995      |
| Unión de Santa Fe           | Argentina | 1996-2000 |
| Racing de Santander         | España    | 2000-2001 |
| Unión de Santa Fe           | Argentina | 2001-2002 |
| Rosario Central             | Argentina | 2002-2004 |
| Atlético Rafaela            | Argentina | 2004-2005 |
| Juventud Antoniana de Salta | Argentina | 2006-2008 |
| Boca Unidos de Corrientes   | Argentina | 2008-2010 |
| Unión de Santa Fe           | Argentina | 2010-2012 |
| Crucero del Norte           | Argentina | 2012-2013 |
| Juventud Antoniana de Salta | Argentina | 2013-2019 |
| Gimnasia y Tiro de Salta    | Argentina | 2020-2021 |

## Palmarés
| Título                     | Club                        | País      | Año  |
| -------------------------- | --------------------------- | --------- | ---- |
| Ascenso a la B Nacional    | Juventud Antoniana de Salta | Argentina | 1996 |
| Ascenso a Primera División | Unión de Santa Fe           | Argentina | 1996 |
| Ascenso a la B Nacional    | Boca Unidos de Corrientes   | Argentina | 2009 |
| Ascenso a Primera División | Unión de Santa Fe           | Argentina | 2011 |
| Ascenso al Federal A       | Gimnasia y Tiro de Salta    | Argentina | 2021 |